# Place Émile-Goudeau
Pour les articles homonymes, voir Goudeau.
 (5 septembre 2016).
La place Émile-Goudeau, autrefois « place Ravignan », est une place du 18e arrondissement de Paris (France) dans le quartier de Montmartre.

## Situation et accès

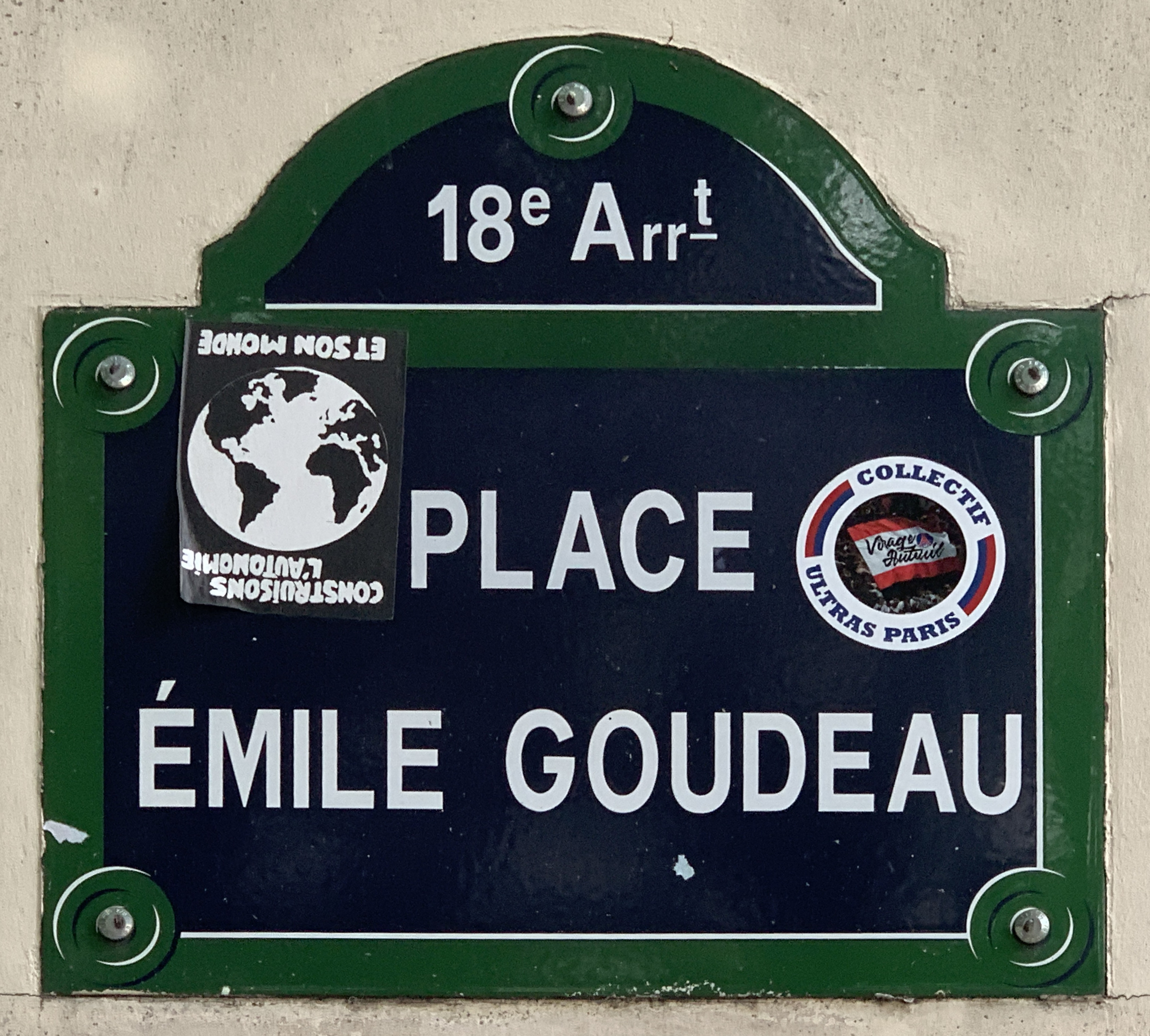
Plaque de la place.

Longue de 43 mètres et large de 7, la place est accessible par la ligne 12 du métropolitain à la station Abbesses, ainsi que par la ligne de bus 40, la seule à circuler sur la butte Montmartre, à l'arrêt Durantin-Burq ou Abbesses également.

## Origine du nom

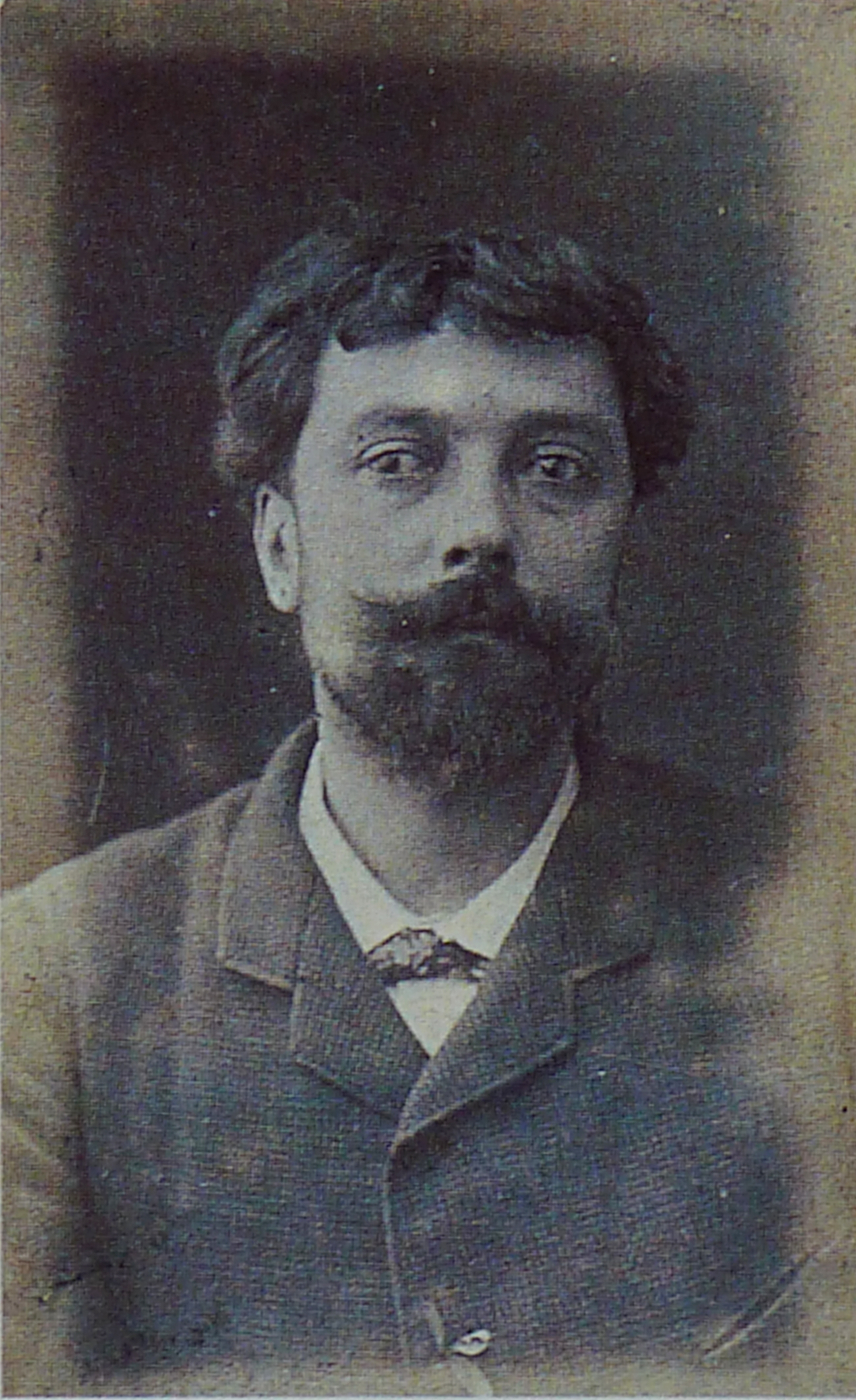
Émile Goudeau vers 1890.

Cette voie porte le nom du poète et chansonnier Émile Goudeau (1849-1906), fondateur du club des Hydropathes.

## Historique
Élargissement de l'actuelle rue Ravignan, on conte que ce serait là que Napoléon, en 1809, attacha son cheval à un arbre pour terminer à pied son ascension vers le sommet de la butte afin d'admirer le télégraphe Chappe installé sur l'église Saint-Pierre de Montmartre.
Abattu en 1814, un poirier énorme, appelé de ce fait le Poirier-sans-Pareil, était enclos dans le jardin de la guinguette du même nom située sur la place. Ce lieu était très fréquenté par les Parisiens qui venaient y boire et danser, et également se restaurer sur une table pouvant recevoir douze personnes, installée sur une plate-forme dans les branches du poirier. Vers 1830, des grondements et des craquements se font entendre dans le sous-sol miné par des carrières de plâtre et la guinguette doit fermer.
En 1911, la place est détachée de la rue Ravignan pour porter son nom actuel.

## Bâtiments remarquables et lieux de mémoire
- Pavée et agrémentée d'arbres, la place accueille  une fontaine Wallace ;
- No 11 : Django Reinhardt y a été domicilié[2] ;
- No 13 : le Bateau-Lavoir, célèbre cité d'artistes qui hébergea notamment Picasso et Modigliani.

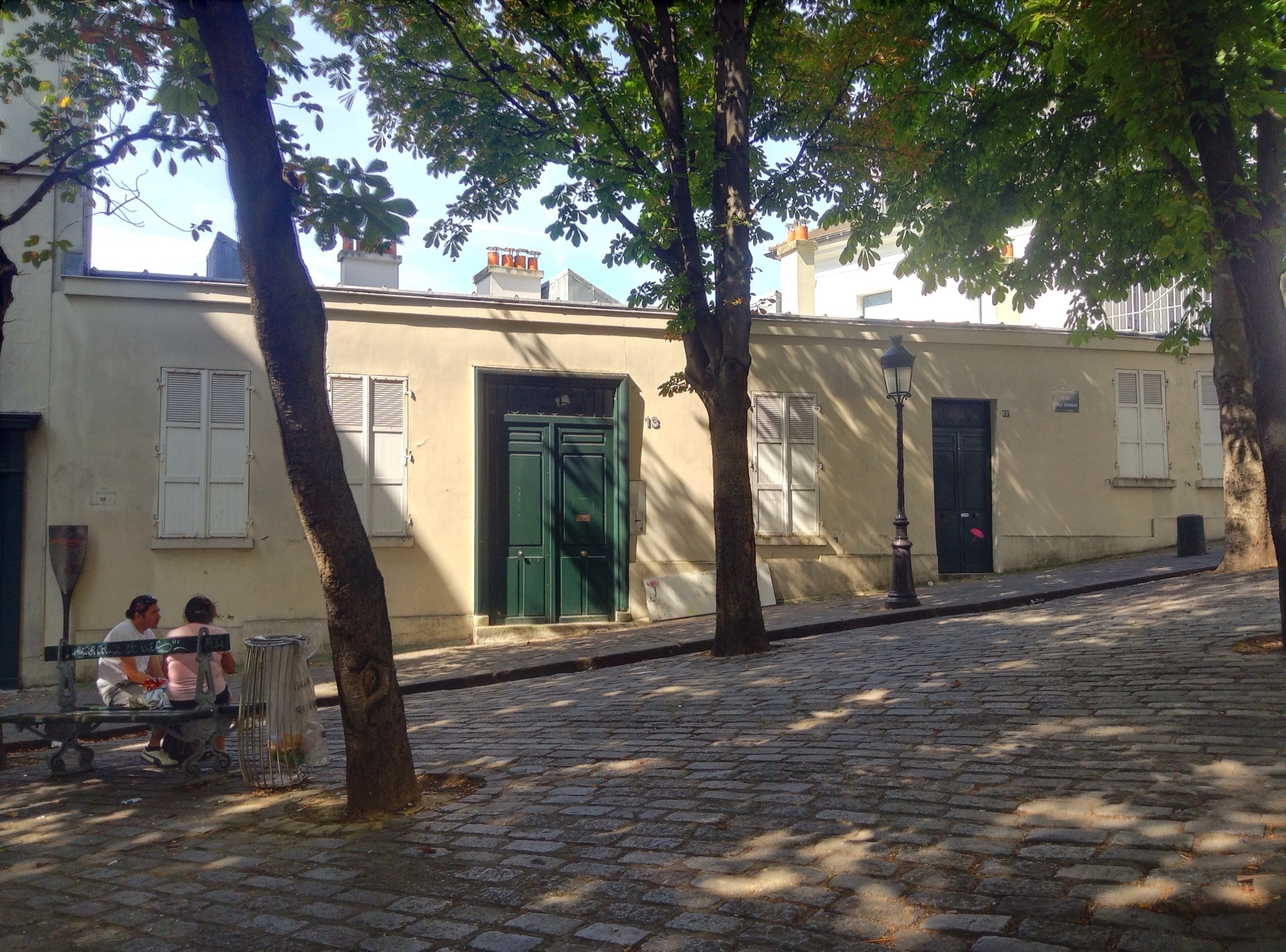
Le Bateau-Lavoir.
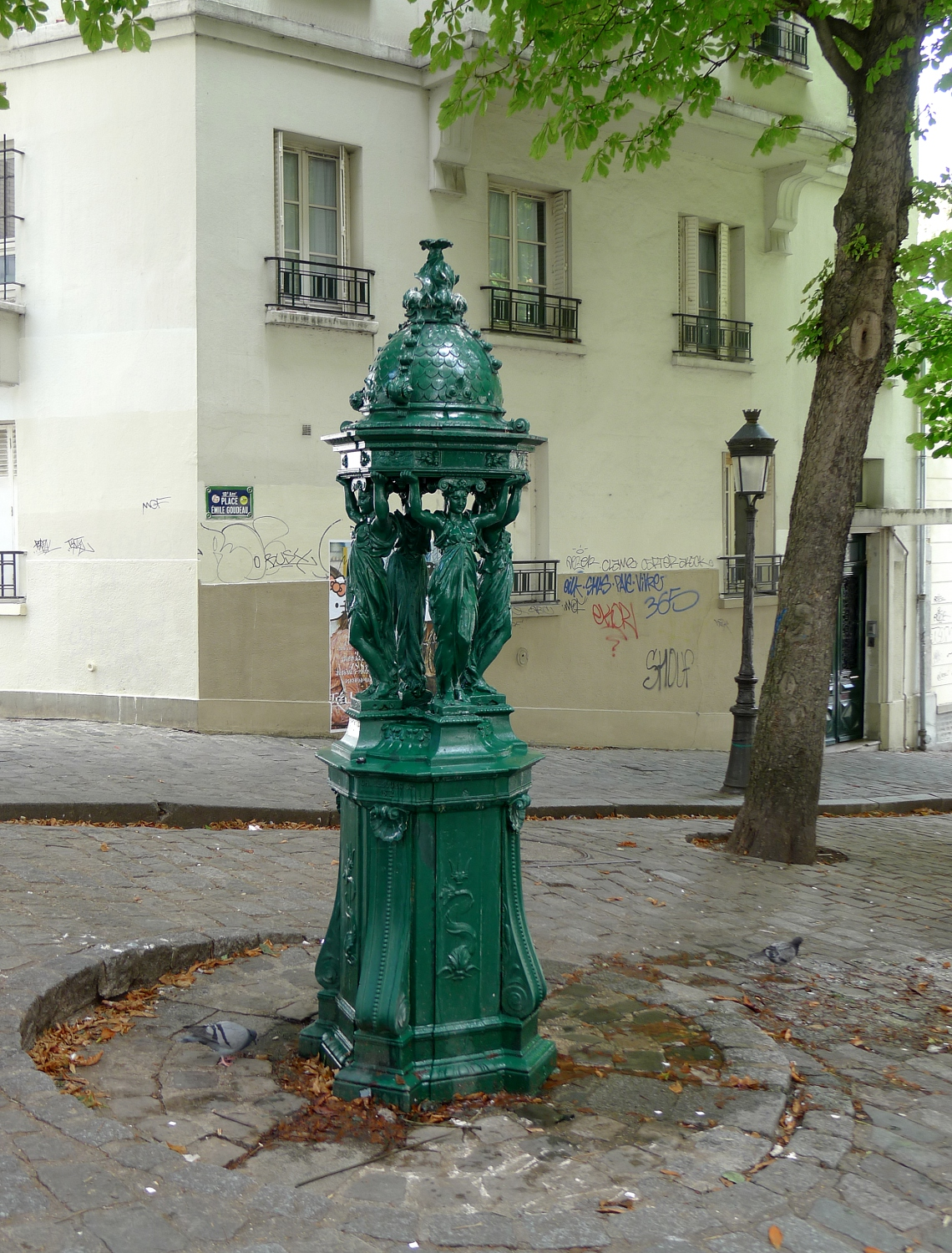
La fontaine Wallace.